# Кримінальний кодекс Канади
Кримінальний кодекс Канади (англ. Criminal Code of Canada, фр. Code criminel du Canada; Розділ С–46 Переглянутих Статутів Канади 1985 р., повна його назва — Акт, що стосується кримінального права (англ. An Act respecting the Criminal Law, R.S.C. 1985, c. C-46, as amended)) — кодифікований федеральний акт кримінального законодавства Канади. Є основним, проте не єдиним джерелом канадського кримінального права. Кодекс є реалізацією положень п. 27 ст. 91 Конституційного Акта 1867 р., який відносив до виключного відання федерального парламенту Канади питання кримінального права, за винятком організації судів кримінальної юстиції, але включаючи судочинство в кримінальних справах.

## Передумови кодифікації кримінального права Канади

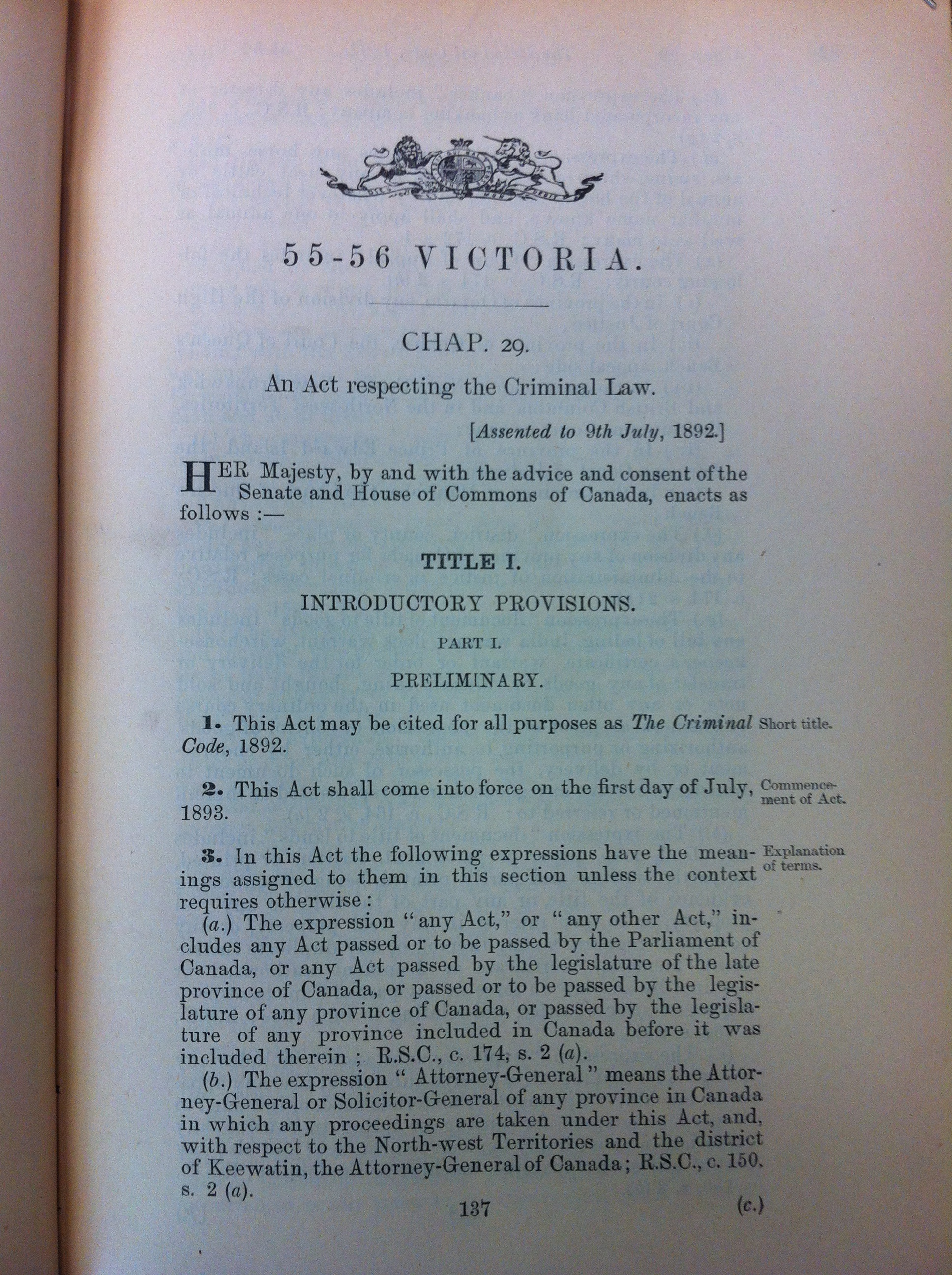
Перша сторінка одного з видань Кодексу

Ще від XVII ст. територія сучасної Канади була поділена між двома колоніальними імперіями — Великою Британією та Францією, котрі впровадили тут власне законодавство, суд та адміністрацію. Після невдалих для Франції результатів Семирічної війни, французи за мирним договором 1763 року відмовилися від своїх володінь у Північній Америці (див. Нова Франція) на користь Англії. Британська імперія на землях, отриманих від Франції, швидко ввела свій колоніальний правопорядок; навіть у Квебеці, де традиційно сильним був вплив французького права, було введено англійське кримінальне законодавство (офіційно Актом 1774 року, фактично від 1763 року).
Однак, до 1867 року землі сучасної Канади становили собою сукупність ніяк не пов’язаних одна з іншою провінцій, колоній та територій Британської Північної Америки, що управлялись кожна на свій лад англійськими губернаторами. Кримінальне право кожної території з урахуванням місцевої специфіки його застосування доволі часто суттєво відрізнялося.
Після набуття 1 липня 1867 року чинності Актом про Британську Північну Америку (Конституційним Актом 1867 року) відбулася федералізація Канади та було створено британський Домініон Канада. Пункт 27 ст. 91 Конституційного Акта 1867 року, надавав федеральному парламенту Канади виключне право вирішувати питання кримінального права, за винятком організації судів кримінальної юстиції, але включаючи судочинство в кримінальних справах.
Федеральний парламент користувався цими своїми повноваженнями, скасовуючи кримінальні закони окремих територій та вводячи натомість загальнофедеральне законодавство. Так, після 1867 року було скасовано 110 кримінальних законів окремих колоній та введено в дію 19 нових загальноканадських законів.
Основним недоліком англійського кримінального законодавства в Канаді, який спонукав канадські уряд та парламент до вироблення власного нормативного матеріалу, була суперечливість прийнятих у різний час законів і часто неможливість зрозуміти, який з кримінальних законів діє, а який скасований пізніше прийнятими статутами. Ця вада англійського статутного права у той час відчувалася не тільки в Канаді, але і в самій Англії. Тому у 1830-х роках в Англії розглядалася можливість об’єднання всіх кримінальних законів в єдиний збірник. Зрештою, в результаті цих зусиль з’явився проєкт кримінального кодексу, підготовлений сером Джеймсом Фітцджеймсом Стіфеном (Sir James Fitzjames Stephen, 1829—1894). Стіфен був найзнаменитішим послідовником прибічника кодифікації англійського кримінального права Єремії Бентама, він розпочав роботу над проєктом КК у серпні 1877 року, а вже в жовтні проєкт був готовий. Проте, ні цей проєкт, ні допрацьований Стіфеном білль, повторно поданий на розгляд законотворців у квітні 1879, не отримали підтримки в англійському парламенті. Однак спроба кодифікації та запропонований кодекс отримали широкий розголос по всій Британській імперії.
Канадський законодавець тим часом йшов власним шляхом систематизації кримінальних законів. У Канаді пропозиція щодо комплексного кодексу кримінального права отримала значну підтримку. Наприкінці 1880-х років тодішньому міністру юстиції Канади Джону Томпсону було запропоновано розробити відповідний законопроєкт.
Томпсон радився з цього приводу із суддею з Нью-Брансвіка Джорджем Бербіджем (англ. George Wheelock Burbidge), котрий і став згодом основним автором проєкту КК.

— канадський суддя, який був основним розробником КК Канади

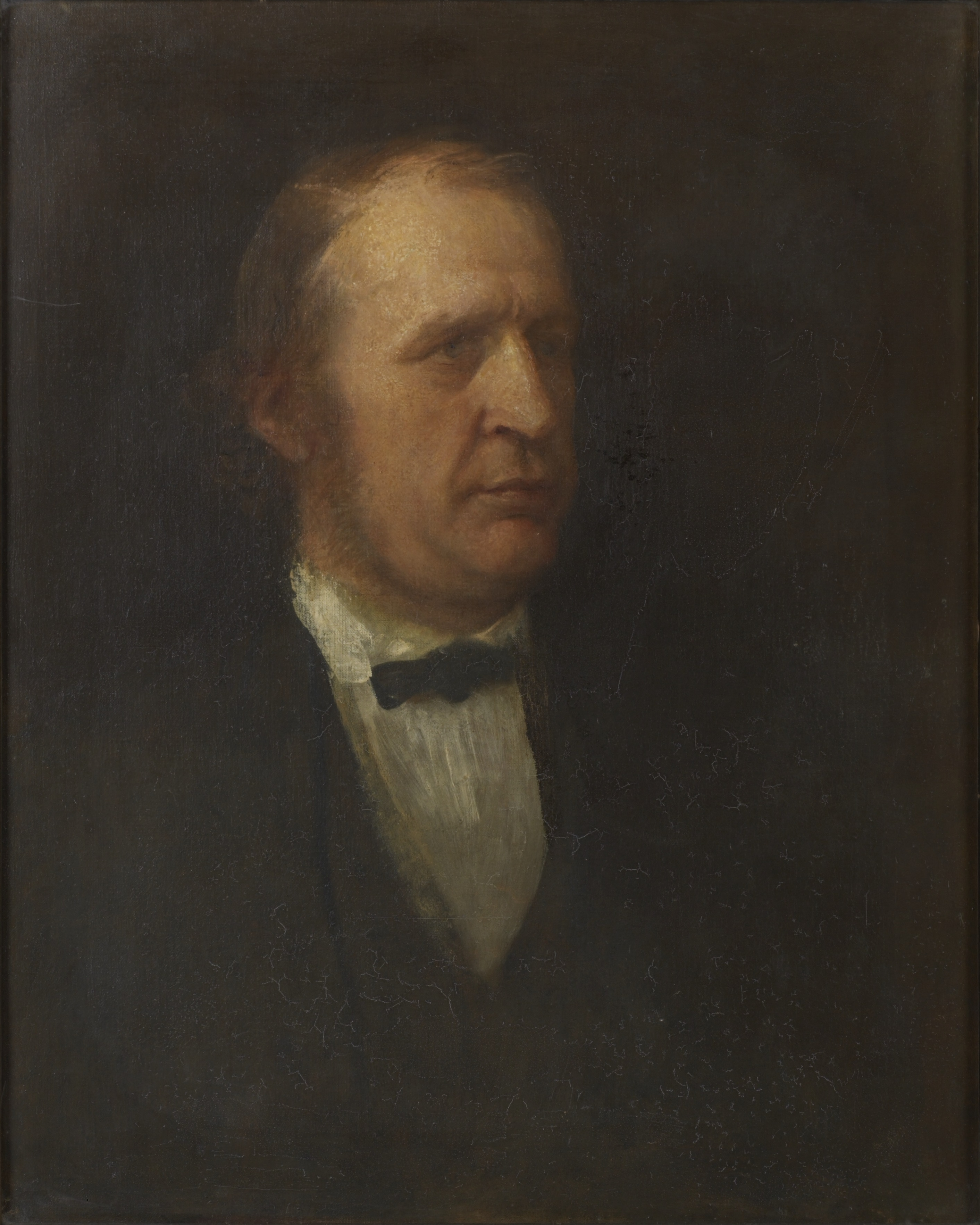
, законопроєкт якого покладено в основу КК Канади

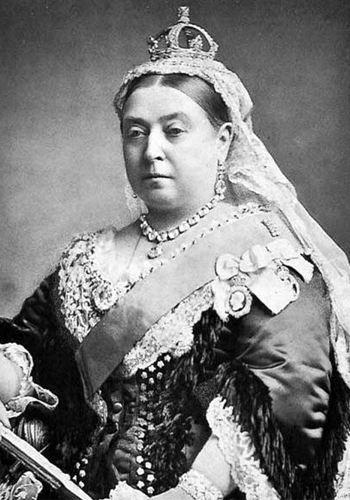
Королева Вікторія, яка санкціонувала Кодекс

Проєкт Бербіджа значною мірою ґрунтувався на проєкті англійського правознавця Джеймса Ф. Стіфена, представленому до англійського парламенту в квітні 1879 р. (т зв. «Stephen's Code»). Він звів існуючий закон до впорядкованої письмової системи, хоча не мав на меті звести все кримінальне законодавство Канади в один всеосяжний документ.
За дорученням міністра юстиції Канади Джона Томпсона і зі згоди Стіфена, проєкт був перероблений Бербіджем з урахуванням особливостей місцевої правозастосовної практики. Бербідж опублікував окрему книгу, подібну до Стіфенівських «Дигест кримінального права» (1890, а в 1891 вніс проєкт в Парламент (і повторно в 1892 р.).

## Санкціонування кодексу королевою та його подальші реформи
Кодекс був санкціонований (дозволений до використання) британською королевою 9 липня 1892 р., набув чинності в перший день липня 1893 р. (п. 2 Вступних положень Кодексу в ред. 1892 р.).
Надалі кодекс було значно реформовано у 1955 і 1985 роках, шляхом прийняття нових його редакцій.
Внаслідок великої (глибокої) реформи КК Канади в 1955 році кількість статей (sections) у ньому було зменшено з 1100 до 753 (шляхом виключення застарілих норм). Головною метою перегляду Кодексу у 1955 році було не внести зміни в закон, а усунути ті особливості, які викликали найбільшу критику. Оскільки Кодекс у редакції 1892 року містив низку недоліків, зокрема численні непослідовності та положення, котрі припускали доволі неоднозначне тлумачення; також був надто багатослівним і загалом вважався архаїчним. Загострювалася ця проблема ще й тим, що Кодекс все-таки не був єдиним джерелом кримінального права.
Статтею 9 Кодексу (у редакції 1955 року) заборонено засуджувати або виправдовувати особу згідно зі статтею 730 Кодексу: (a) у правопорушенні за загальним правом (common law; (a) of an offence at common law); (b) у правопорушенні згідно з Актом Парламенту Англії, Великої Британії, чи Об’єднаного Королівства Великої Британії та Ірландії, чи (c) правопорушенні згідно з Актом або чинним розпорядженням (ordinance in force) у будь-якій провінції чи території Канади. Це положення, з одного боку, скасувало на території Канади усі злочини, передбачені як такі загальним правом (common law), і, таким чином, закріпило у тексті КК загальновизнане положення про те, що злочином є лише діяння, прямо передбачене як злочин у КК (Nullum crimen, nulla poena sine lege); з іншого боку, закріплювався суверенітет Канади у сфері кримінальної правотворчості і визначалося, що Акти (Закони) Парламенту(-ів) Англії, Великої Британії, чи Об’єднаного Королівства Великої Британії та Ірландії, якими встановлювалася злочинність діяння, більше не є чинними на території Канади.
Важливим етапом реформування КК Канади стало прийняття 14 травня 1969 року Акта про зміни кримінального права 1968 – 69 (The Criminal Law Amendment Act, 1968 – 69). Цей закон вносячи зміни до КК декриміналізував добровільні гомосексуальні акти між чоловіками, які досягли 21-річного віку, дозволив проведення абортів за певних умов, декриміналізував продаж контрацептивів, заборонив продаж зброї особам з психічними захворюваннями та особам, які мають судимість, заборонив водіння у стані алкогольного сп’яніння, а також впровадив інші важливі зміни.
Реформування та модернізація КК Канади постійно відбувається і в наш час з метою забезпечення національної безпеки, захисту прав людини та імплементації норм міжнародного права.

## Структура
В теперішній час КК Канади становить собою Розділ С–46 Переглянутих Статутів Канади 1985 р., повна його назва – Акт, що стосується кримінального права (An Act respecting the Criminal Law, R.S.C. 1985, c. C-46, as amended).
Основний масив норм КК Канади поділяється на 28 частин (Parts), нумерованих римськими цифрами (I — XXVIII). З огляду на двомовність Канади, офіційний текст КК Канади складається з паралельних англійської (Criminal Code) та французької (Code criminel) версій.
КК Канади вміщує як норми матеріального кримінального права, так і норми щодо кримінального процесу, оскільки ще Проєкт кримінального кодексу Стіфена 1878 р. систематизував матеріальне і процесуальне кримінальне право в рамках єдиного кодексу. Формальний поділ на загальну й особливу частину в Кодексі відсутній і може бути проведений лише умовно; до того ж непослідовним є у Кодексі виклад норм, що стосуються інститутів загальної частини кримінального права – вони розосереджені по всьому тексту Кодексу.

### Частини Кодексу
Основний масив норм КК Канади поділений на такі частини («Parts»):
- Частина I. Загальне ([Загальні положення][16]).
- Частина II. Посягання проти громадського порядку.
- Частина II.1. Тероризм.
- Частина III. Вогнепальна зброя та інша зброя.
- Частина IV. Посягання проти правозастосування та відправлення правосуддя.
- Частина V. Статеві посягання, суспільна мораль та порушення громадського порядку [хуліганство].
- Частина VI. Порушення приватності.
- Частина VII. Притони, гра та парі [тоталізатор].
- Частина VIII. Посягання проти особи та репутації.
- Частина IX. Посягання проти прав власності.
- Частина X. Шахрайські операції, пов'язані з контрактами та торгівлею.
- Частина XI. Умисні та заборонені дії щодо деяких видів власності.
- Частина XII. Посягання, пов'язані з грошовим обігом.
- Частина XII.1. Знаряддя та література [, призначені] для незаконного використання наркотичних засобів.
- Частина XII.2. Доходи від злочину.
- Частина XIII. Готування – Змови – Співучасники.
- Частина XIV. Юрисдикція.
- Частина XV. Спеціальна процедура та повноваження.
- Частина XVI. Примусовий привід обвинувачуваного до судді та тимчасове звільнення.
- Частина XVII. Мова обвинуваченого[17].
- Частина XVIII. Процедура на попередньому [судовому] опитуванні.
- Частина XIX. Злочини, що переслідуються за обвинувальним актом – Судовий розгляд без журі.
- Частина XIX-1. Суд справедливості Нунавуту.
- Частина XX. Процедура при розгляді за участю журі та загальні положення.
- Частина XX-1. Душевний розлад.
- Частина XXI. Апеляції – Злочини, що переслідуються за обвинувальним актом.
- Частина XXI-1. Звернення для розгляду на рівні міністра – Судові помилки.
- Частина XXII. Забезпечення з'явлення [до суду]
- Частина XXIII. Постановлення вироку.
- Частина XXIV. Небезпечні порушники та порушники, які відбувають довготермінові строки ув'язнення.
- Частина XXV. Чинність та виконання обіцянок, даних перед судом.
- Частина XXVI. Надзвичайні заходи.
- Частина XXVII. Засудження в сумарному порядку.
- Частина XXVIII. Різне.

Після тексту основного масиву Кодексу розташовані додатки, що включають положення передбачені різними частинами Кодексу, а також різні типові форми (формуляри), наприклад, форма № 5, яка містить реквізити розшукового ордеру (англ. search warrant) — наказу магістрату (судді) уповноваженим посадовим особам про розшук і доставлення до суду особи (для давання свідчень), розшук речі (для конфіскації) чи встановлення місця (для з'ясування обставин, котрі мають значення для судового розгляду).

## Злочин
Для КК Канади характерною є така риса англосаксонського права як відсутність законодавчого визначення поняття злочину. Кодекс вказує лише на такі традиційні елементи злочину як actus reus (заборонене діяння, що включає також і такі об'єктивні ознаки як наслідки діяння і причиновий зв'язок між діянням і наслідками, що настали (causation)) і mens rea (винуватий розум – суб'єктивна ознака злочину, що передбачає певну форму вини відносно вчиненого). Mens rea може знаходити вияв в одній з чотирьох форм: 1) умисел або ж намір (intent(ion)); 2) умисне невідання (willful blindness), 3) необережність (recklessness; наприклад, в ст. 219 КК) і 4) недбалість (negligence).

## Види покарань
КК Канади передбачає види покарань, які в цілому є характерними як для країн англо-американського права, так і для країн романо-германської традиції (пробація, штраф, конфіскація майна, додаткова виплата на користь жертв злочинів (Victim surcharge, ст. 737 КК), реституція, умовне засудження до позбавлення волі, позбавлення волі). Громадські роботи (community service) не є самостійним видом покарання, однак можуть бути призначені судом як додаткова умова до наказу про пробацію (Optional conditions of probation order) в порядку п. «f» ст. 732.1 (3), або ж як додаткова умова до судового наказу про умовне засудження (Optional conditions of conditional sentence order) в порядку п. «d» ст. 742.3 (2), що передбачають відпрацювання до 240 годин громадських робіт протягом періоду, що не може перевищувати 18 місяців.

## Відповідальність юридичних осіб
Урядовим законопроєктом C-45 від 12 червня 2003 року в КК Канади введений інститут кримінальної відповідальності юридичних осіб.
Кримінальна відповідальність корпорації в Канаді визначається з точки зору оцінки дій топ-менеджменту (старших службовців) такої корпорації.
Так, згідно з ст. 22.2 КК Канади у зв’язку із злочином, для кримінального переслідування якого необхідно, щоб обвинувачення довело вину виконавця в іншій формі, ніж недбалість (negligence),організація визнається учасником злочину, якщо один з її старших службовців з наміром, щонайменше спрямованим на користь організації: а) діючи в рамках своїх повноважень є учасником злочину; b) в рамках своїх повноважень при наявності відповідного психічного стану (який необхідний для притягнення учасника злочину до кримінальної відповідальності) керує роботою інших представників організації таким чином, що вони вчиняють дії чи бездіяльність, котрі підпадають під кримінально-правову заборону; с) знаючи, що представник організації вчиняє чи збирається вчинити злочин, не вживає всіх розумних заходів, щоби зупинити його від вчинення правопорушення.
Під старшими службовцями Кодекс розуміє «представників, що відіграють важливу роль в формуванні політики організації, тобто директора, головного виконавчого директора та фінансового директора, коли мова йде про юридичну особу» (ст. 2).
Кримінальний кодекс Канади передбачає декілька можливих санкцій, котрі можуть бути застосовані до корпорацій та тих директорів, посадових осіб чи співробітників корпорації, що були засуджені за злочини.
КК Канади передбачає наступні покарання, що застосовуються у випадку вчинення злочину організацією: тюремне ув’язнення (для фізичних осіб), штраф, умовне покарання чи будь-яке інше покарання, яке призначається з урахуванням всіх обставин, в тому числі покарань, накладених у минулому, наприклад, судимості за аналогічні злочини. КК Канади передбачає, що при винесенні вироку для організації, суддя має враховувати конкретні чинники. Так, згідно зі статтею 718.21 (цілі покарання) суд, який накладає покарання на організацію, повинен взяти до уваги наступні чинники: а) отримання організацією в результаті злочину яких-небудь переваг (вигоди); b) ступінь планування злочину, тривалість та складність злочину; с) спроби організації приховати свої активи чи перетворити їх в інше майно, щоб показати неможливість сплати штрафу та відшкодування шкоди; d) вплив, який буде мати вирок на економічну життєздатність організації та постійну зайнятість її працівників; е) витрати, які зробили державні органи в результаті розслідування та судового переслідування за правопорушення; f) регулятивний штраф, накладений на організацію чи її представників за дії, котрі передували злочину; g) чи була організація (або будь-який її представник, що брав участь у вчинені цього злочину) раніше засудженою за аналогічні правопорушення чи оштрафована регулюючим органом за аналогічні дії; h) будь-яке покарання, призначене організації чи її представникам з урахуванням їх ролі у вчиненні злочину; і) будь-яку реституцію, яку організація повинна була виплатити, чи будь-яку суму, котру організація виплатила жертві злочину; та j) будь-які заходи, яких організація має вжити, щоби знизити імовірність вчинення нового злочину.
Окрім штрафу як одного з основних видів покарань, призначуваних за злочини, вчинені корпорацією, за КК Канади ще одним видом покарання є пробація. При призначенні такого покарання суд може вимагати від винного діяти надалі згідно з умовами, встановленими в наказі про пробацію (умовне засудження).

## Інші джерела кримінального права
Окрім КК норми кримінального права передбачені також у спеціальних кримінально-правових законах, що регулюють кримінальну відповідальність неповнолітніх, а також злочинність і караність окремих видів злочинів:
- Про вогнепальну зброю (Firearms Act) 1995 р.,
- Про контрольовані наркотичні засоби й речовини (Controlled Drugs and Substance Act) 1996 р.,
- Про підкуп іноземних посадових осіб (Corruption of Foreign Public Officials Act) 1998 р.,
- Про злочини проти людяності й воєнні злочини (Crimes Against Humanity and War Crimes Act) 2000 р.,
- Про доходи від злочинів (відмивання грошей) і фінансування тероризму (Proceeds of Crime (Money Laundering) and Terrorist Financing Act) 2000 р.,
- Про ювенальну кримінальну юстицію (Youth Criminal Justice Act) 2002 р.
- і низка інших актів[22][23].